# Ігнатьєва (Байкаловський район)
Ігна́тьєва (рос. Игнатьева) — присілок у складі Байкаловського району Свердловської області. Входить до складу Краснополянського сільського поселення.
Населення — 130 осіб (2010, 177 у 2002).
Національний склад населення станом на 2002 рік: росіяни — 96 %.